# Сергеев, Александр Фёдорович
Александр Фёдорович Сергеев (Ларин; 29 августа 1908, д. Васелево, Нижегородская губерния — ?) — советский музыкант, руководитель хора Новосибирского радиокомитета (1935—1938).

## Биография
Родился 29 августа 1908 года в Нижегородской губернии. Сын кустаря-красильщика.
В 1928 году окончил семилетнюю школу в Наровчатове (Средневолжский край). Ещё в школьные годы стал руководителем самодеятельного оркестра духовых инструментов, действовавшего при отделе народного образования, и хора местного клуба.
Осенью 1928 года устроился учителем пения в железнодорожную школу. Организатор оркестра духовых инструментов и клубного хора на станции Рузаевка.
Окончил Ивановский музыкальный техникум (1931—1934), после чего был командирован в Западно-Сибирский краевой радиокомитет. Возглавлял музыкальную редакцию, исполнял сольные партии. В январе 1935 года назначен хормейстером, с октября 1935 года руководил хором Новосибирского радиокомитета.
Конфликтовал с руководством комитета, что приводило к предупреждениям и строгим выговорам в его адрес: так, 15 ноября 1935 года Я. А. Пельдема обвинил Сергеева в срыве «важной политической передачи», а 13 августа 1938 года с критикой  на музыканта обрушился М. Я. Клебанов, упрекнув его в небрежном и механическом утверждении программы выступления, составителем которого был редактор Н. И. Клюкин, на тот момент уже причисленный к «врагам народа».
Вслед за выговорами последовало должностное понижение Сергеева до уровня старшего музыкального работника. Последующий период жизни неизвестен.